# 襄州 (西魏)
襄州，中国南北朝时代设置的州。
西魏恭帝时，改雍州置，治所在襄阳县（今湖北省襄阳市汉水南襄阳旧城）。隋朝时，为襄阳郡。唐朝建立，全国郡改为州，天宝元年（742年），再改为襄阳郡。乾元元年（758年），全国郡改为州，复为襄州。土贡：纶巾，漆器，库路真二品：十乘花文、五乘碎石文，柑，蔗，芋，姜。户四万七千七百八十，口二十五万二千一。下领七县：襄阳县、邓城县、谷城县、义清县、南漳县、乐乡县、宜城县。辖区约今湖北省襄阳、谷城、丹江口、南漳、宜城等市县地。
北宋宣和元年（1119年）升襄阳府。唐前期为山南东道采访使、后期为节度使驻地。宋朝时为京西南路治。以产漆器著名。
| 隋代行政区划变遷 | 隋代行政区划变遷            | 隋代行政区划变遷 | 隋代行政区划变遷 | 隋代行政区划变遷     | 隋代行政区划变遷 | 隋代行政区划变遷 | 隋代行政区划变遷 | 隋代行政区划变遷 | 隋代行政区划变遷                                                           |
| 区划             | 開皇元年                    | 開皇元年         | 開皇元年         | 開皇元年             | 開皇元年         | 開皇元年         | 開皇元年         | 区划             | 大業3年                                                                    |
| ---------------- | --------------------------- | ---------------- | ---------------- | -------------------- | ---------------- | ---------------- | ---------------- | ---------------- | -------------------------------------------------------------------------- |
| 州               | 襄州                        | 襄州             | 襄州             | 襄州                 | 襄州             | 襄州             | 鄀州             | 郡               | 襄陽郡                                                                     |
| 郡               | 襄陽郡                      | 河南郡           | 德广郡           | 武泉郡               | 南襄陽郡         | 長湖郡           | 武寧郡           | 县               | 襄陽县 陰城县 穀城县 安養县 上洪县 率道县 漢南县 義清县 南漳县 常平县 鄀县 |
| 县               | 襄陽县 陰城县 築陽县 穀城县 | 安養县           | 上洪县           | 率道县 漢南县 義清县 | 思安县           | 常平县 旱停县    | 鄀县             | 县               | 襄陽县 陰城县 穀城县 安養县 上洪县 率道县 漢南县 義清县 南漳县 常平县 鄀县 |

| 唐朝襄州辖县 | 唐朝襄州辖县                                                                                         |
| ------------ | --- |
| 619年        | 襄阳县、率道县、上洪县、汉南县、南漳县、义清县、常平县、谷城县、阴城县、安养县                       |
| 620年        | 襄阳县、率道县、上洪县、义清县、常平县、谷城县、阴城县、安养县（南漳县改属沮州，汉南县改属华州）     |
| 621年        | 襄阳县、义清县、常平县、安养县（南漳县、汉南县来属，率道县、上洪县改属鄀州，谷城县、阴城县改属酂州） |
| 622年        | 襄阳县、义清县、常平县、安养县、南漳县、汉南县（谷城县、阴城县来属）                                 |
| 627年        | 襄阳县、义清县、常平县、安养县、南漳县、汉南县、谷城县、阴城县（荆山县来属）                         |
| 634年        | 襄阳县、义清县、安养县、谷城县、荆山县（率道县、乐乡县来属，废除常平县、南漳县、汉南县、阴城县）     |
| 730年        | 襄阳县、义清县、安养县、谷城县、率道县、乐乡县（重设南漳县，废除荆山县）                             |
| 742年        | 襄阳县、义清县、安养县（改为临汉县）、谷城县、率道县、乐乡县、南漳县                                 |
| 748年        | 襄阳县、义清县、临汉县、谷城县、率道县（改为宜城县）、乐乡县、南漳县                                 |
| 805年        | 襄阳县、义清县、临汉县（改为邓城县）、谷城县、宜城县、乐乡县、南漳县                                 |

| 唐朝襄州刺史 - 李瑗（621年） - 李孝恭（623年—624年） - 刘瞻（624年） - 崔君肃（624年） - 刘瞻（625年—628年） - 尉迟敬德（629年—631年） - 张公谨（632年） - 李愔（633年—636年） - 李恽（637年） - 吉谦（贞观年间） - 李慎（643年—650年） - 李元裕（658年） - 封道弘（龙朔年间） - 李灵夔（唐高宗时） - 长孙湛（唐高宗时） - 李元轨（685年） - 李千里（689年） - 高正臣（武周时） - 元玄敬（武周时） - 韦知艺（武周末年） - 张柬之（705年—706年） - 皇甫知常（唐中宗时） - 韩思复（景龙初年） - 卢粲（唐中宗、唐睿宗时） - 崔湜（709年—710年） - 封全祯（711年—713年） - 陈正观（开元初年） - 李守礼（715年） - 杨慎交（718年之前） - 裴观（718年—720年） - 靳恒（721年—723年） - 韩思复（724年—725年） - 崔志廉（725年） - 独孤册（727年—728年） - 元彦冲（734年） - 韩朝宗（734年—736年） - 宋鼎（736年—737年） - 马某（开元年间） - 姚某（开元年间） - 郭崇默（开元年间） - 萧籍（开元年间） - 宋遥（开元末年） - 襄阳郡太守 | - 王翊（758年） - 王政（759年） - 张光奇（759年，未任） - 崔光远（759年） - 史翙（759年—760年） - 韦伦（760年，未任） - 来瑱（760年—762年） - 裴茙（762年） - 来瑱（762年） - 梁崇义（763年—781年） - 李承（781年—782年） - 贾耽（782年—784年） - 樊泽（784年—787年） - 李皋（787年—792年） - 樊泽（792年—798年） - 頔（798年—808年） - 裴均（808年—811年） - 李夷简（811年—813年） - 袁滋（813年—814年） - 严绶（814年—815年） - 李逊（815年—816年） - 郑权（816年—817年） - 李愬（817年—818年） - 孟简（818年—819年） - 李逢吉（820年—822年） - 牛元翼（822年—823年） - 柳公绰（823年—826年） - 李逢吉（826年—828年） - 窦易直（828年—830年） - 裴度（830年—834年） - 王起（834年—835年） - 李翱（835年—836年） - 殷侑（836年—837年） - 李程（838年—839年） - 牛僧孺（839年—841年） - 卢钧（841年—844年） - 郑肃（844年—845年） - 卢简辞（847年—848年） - 高元裕（848年—852年） - 李景让（852年—856年） - 徐商（856年—860年） - 蒋係（860年—861年） - 郑涯（861年—863年） - 崔铉（863年—864年） | - 卢耽（865年—868年） - 裴坦（869年—871年） - 卢耽（871年—872年） - 杨知温（872年—873年） - 琮（874年—876年） - 李福（876年—879年） - 刘巨容（879年—885年） - 赵德諲（885年—892年） - 赵匡凝（892年—905年） - 杨师厚（905年—907年） |